# 杨森制药
杨森制药（英語：Janssen Pharmaceutica）是一家比利时制药公司。

## 历史
1953年由比利时化学家保罗·杨森创建，1961年10月24日被美国强生公司收购。

## 西安杨森
1976年保罗·杨森遇见马海德，在几天商务会谈后承诺引入现代化制药技术进入中国，1985年成立西安杨森制药公司。

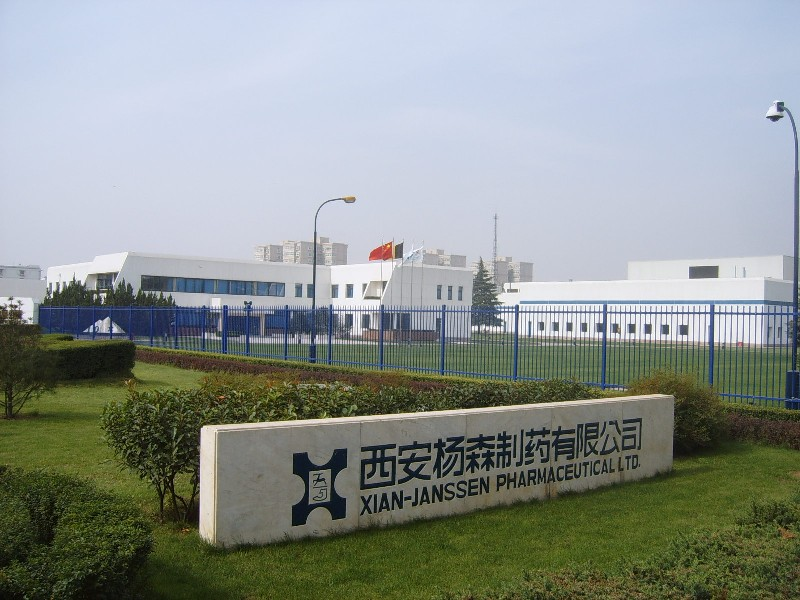
西安杨森制药公司